# 東京工科大学片柳研究所
東京工科大学片柳研究所（とうきょうこうかだいがくかたやなぎけんきゅうしょ）は、日本の研究機関である。略称は片研（かたけん）で、英語表記はKARL（Katayanagi Advanced Research Laboratories）である。

## 概観

### 研究所全体
東京工科大学の学部と大学院一体化、産学官連携研究拠点を目的としている。

### 沿革
- 2000年（平成12年）4月1日 - 片柳研究所が設立される。
- 2003年（平成15年）4月1日 - 片柳研究所棟が竣工する。

### 特色
独立行政法人産業技術総合研究所バイオ技術産業化センターは2012年に廃止されるも、ほか複数企業と連携して研究している。

## 組織
所長
- 初代（2000年～2009年）飯田仁（東京工科大学メディア学部教授）
- 第2代（2009年～2010年）柳澤信夫（東京工科大学医療保健学部教授）
- 第3代（2010年～2011年）齋木博（東京工科大学応用生物学部教授）
- 第4代（2011年～2013年）小川高志（東京工科大学コンピュータサイエンス学部教授）
- 第5代（2013年～2015年）松尾芳樹（東京工科大学コンピュータサイエンス学部教授）
- 第6代（2015年～2016年）笹岡賢二郎（東京工科大学工学部教授）
- 第7代（2016年～2017年）梶原一人（東京工科大学応用生物学部教授）
- 第8代（2017年～）香川豊（東京工科大学片柳研究所セラミックス複合材料センター長）

ラボ
長期的な研究テーマを扱い、複数のプロジェクトとコンソーシアムから構成される。
プロジェクト
比較的短期、中期の研究テーマを扱い、研究テーマごとに発足して完了と共に消滅する動的組織である。
コンソーシアム
研究所と複数の企業が、共通する主題を共同で研究する組織である。
研究支援センター
産学官連携の窓口として、外部から資金や人材、設備などの受入、契約締結、研究実施組織の運営支援、研究成果管理、知的財産権管理などを行なう。

## 研究プロジェクト

### バイオニクスプロジェクト
バイオと工学を融合させた技術を研究する。

### コンピュータサイエンスプロジェクト
次世代のITを研究する。

### メディアサイエンスプロジェクト
文化と技術を融合し、創造する研究を行う。

## 施設
地上16階、地下1階の研究所に下記各施設がある。
- バイオナノテクセンター
- クリエィティブ・ラボ
- メディアテクノロジーセンター
- OSSクラウドサービス・センター
- ハイテクリサーチセンター
- エンコードセンター
- ユビキタスICT教育センター
- セラミックス複合材料センター（CMC)
- ソフトウェアエンジニアリング教育・研究センター SEED[3]
- 視聴覚ホール
- プレゼンテーションルーム
- 恒温恒湿実験室
- バイオニクスホール
- クリーンルーム
- ラジオアイソトープ
- 休憩室
- 会議室
- レセプションルーム
- 教室

## 関連
主な産学官連携団体
- 東京工科大学
- 東京工科大学大学院
- 独立行政法人産業技術総合研究所バイオ技術産業化センター
- 独立行政法人新エネルギー・産業技術総合開発機構
- 株式会社菊池製作所
- 財団法人新技術開発財団
- 東京都中小企業振興公社
- 日立計測器サービス株式会社
- 株式会社バイオフロンティア研究所
- 有限責任中間法人Mozilla Japan
- Open Source Development Labs
- OSCJ
- OSS推進フォーラム
- ベルリン工科大学
- 富士ソフト株式会社
- りそな銀行
- シャープ株式会社
- 凸版印刷株式会社
- 株式会社サカタのタネ
- 三菱商事株式会社
- 東日本電信電話株式会社
- 三菱電機株式会社
- 東京都八王子市